# Aechilenses
Los aechilenses, también llamados aechilenenses o cornenses fueron una antigua tribu de Cerdeña.

## Historia
Descrito este antiguo pueblo por Ptolomeo (III, 3), los aechilenses habitaban al sur de los aesaronenses y al norte de los rucensi.